# Kecskeméti járás
A Kecskeméti járás Bács-Kiskun vármegyéhez tartozó járás Magyarországon, amely 2013-ban jött létre. Székhelye Kecskemét. Területe 1212,21 km², népessége 156 475 fő, népsűrűsége pedig 129 fő/km² volt 2014 elején. 2014. január 1-én három város (Kecskemét, Kerekegyháza és Lajosmizse) és 13 község tartozott hozzá. Területfejlesztési szempontból a települések a Kecskeméti és a Kiskunfélegyházai kistérséghez tartoznak.
A Kecskeméti járás a járások 1983-as megszüntetése előtt is létezett 1950. február 1. és 1983. december 31. között.

## Települései
A települések 2014. évi adatait az alábbi táblázat tartalmazza. (A népesség és a terület az év elejére, a többi adat 2014. január 1-ére vonatkozik.)
A járás  települési önkormányzata közül nyolc működtet önálló hivatalt, a többi nyolc pedig négy közös önkormányzati hivatalhoz tartozik.
| Település    | Jogállás                                      | Közös hivatal | Kistérség        | Népesség | Terület (km²) |
| ------------ | --------------------------------------------- | ------------- | ---------------- | -------- | ------------- |
| Kecskemét    | megyeszékhely megyei jogú város járásszékhely |               | Kecskeméti       | 112 071  | 322,57        |
| Kerekegyháza | város                                         | Kerekegyháza  | Kecskeméti       | 6 330    | 81,28         |
| Lajosmizse   | város                                         | Lajosmizse    | Kecskeméti       | 11 228   | 164,66        |
| Ágasegyháza  | község                                        |               | Kecskeméti       | 1 892    | 55,87         |
| Ballószög    | község                                        |               | Kecskeméti       | 3 366    | 35            |
| Felsőlajos   | község                                        | Lajosmizse    | Kecskeméti       | 858      | 11,41         |
| Fülöpháza    | község                                        | Kerekegyháza  | Kecskeméti       | 845      | 47,06         |
| Fülöpjakab   | község                                        | Kunszállás    | Kiskunfélegyházi | 1 161    | 23,16         |
| Helvécia     | nagyközség                                    |               | Kecskeméti       | 4 406    | 56,47         |
| Jakabszállás | község                                        |               | Kecskeméti       | 2 615    | 70,86         |
| Kunbaracs    | község                                        | Ladánybene    | Kecskeméti       | 615      | 55,11         |
| Kunszállás   | község                                        | Kunszállás    | Kiskunfélegyházi | 1 661    | 20,85         |
| Ladánybene   | község                                        | Ladánybene    | Kecskeméti       | 1 574    | 40,74         |
| Nyárlőrinc   | község                                        |               | Kecskeméti       | 2 323    | 66,36         |
| Orgovány     | község                                        |               | Kecskeméti       | 3 372    | 99,16         |
| Városföld    | község                                        |               | Kecskeméti       | 2 158    | 61,65         |

## Története
A Kecskeméti járás az 1950-es megyerendezés során jött létre 1950. február 1-jén az Alsódabasi járásnak az újonnan létrejött Bács-Kiskun megyéhez került, továbbá a Kunszentmiklósi és a Kiskunfélegyházi járás Kecskeméthez közelebb eső községeiből.
Területe jelentősen megnövekedett 1950 és 1954 között, mivel a Kecskemét határából létrejött kilenc új községet ide osztották be. 1970-ben, amikor két szomszédos járás, a Dunavecsei és a Kiskunfélegyházi megszűnt, ezek területének egy részét is idecsatolták, ekkor érte el a Kecskeméti járás legnagyobb kiterjedését. 1973-tól kezdve viszont területe csökkent, mivel egyes községeit Kecskemét városkörnyékéhez oszották be.
1984. január 1-jétől új közigazgatási beosztás lépett életbe, ezért 1983. december 31-én valamennyi járás megszűnt, így a Kecskeméti is. Községei közül Kunszentmiklós és Tiszakécske városi jogú nagyközségi rangot kapott, a többi község a Kecskeméti és a Kiskunfélegyházi városkörnyékhez, illetve a Kunszentmiklósi és a Tiszakécskei nagyközségkörnyékhez került.

### Községei 1950 és 1983 között
Az alábbi táblázat felsorolja a Kecskeméti járáshoz tartozott községeket, bemutatva, hogy mikor tartoztak ide, és hogy hova tartoztak megelőzően, illetve később.
| Község         | Mikortól          | Honnan                          | Meddig             | Hova                                     |
| -------------- | ----------------- | ------------------------------- | ------------------ | ---------------------------------------- |
| Ágasegyháza    | 1952. január 1.   | (Kecskemét határából alakult)   | 1983. december 31. | Kecskeméti városkörnyékhez               |
| Alpár          | 1970. június 30.  | Kiskunfélegyházi járásból       | 1973. április 14.  | Tiszaújfaluval egyesült Tiszaalpár néven |
| Ballószög      | 1954              | (Kecskemét határából alakult)   | 1977. március 31.  | Kecskeméti városkörnyékhez               |
| Bugac          | 1950. június 1.   | (Kecskemét határából alakult)   | 1983. december 31. | Kiskunfélegyházi városkörnyékhez         |
| Fülöpháza      | 1950. február 1.  | Kunszentmiklósi járásból        | 1983. december 31. | Kecskeméti városkörnyékhez               |
| Helvécia       | 1952. január 1.   | (Kecskemét határából alakult)   | 1977. március 31.  | Kecskeméti városkörnyékhez               |
| Hetényegyháza  | 1952. január 1.   | (Kecskemét határából alakult)   | 1973. április 14.  | Kecskeméti városkörnyékhez               |
| Izsák          | 1950. február 1.  | Kunszentmiklósi járásból        | 1983. december 31. | Kecskeméti városkörnyékhez               |
| Jakabszállás   | 1950. február 1.  | Kiskunfélegyházi járásból       | 1983. december 31. | Kecskeméti városkörnyékhez               |
| Kerekegyháza   | 1950. február 1.  | Kunszentmiklósi járásból        | 1983. december 31. | Kecskeméti városkörnyékhez               |
| Kunadacs       | 1970. június 30.  | Dunavecsei járásból             | 1983. december 31. | Kunszentmiklósi nagyközségkörnyékhez     |
| Kunbaracs      | 1950. február 1.  | Alsódabasi járásból             | 1983. december 31. | Kecskeméti városkörnyékhez               |
| Kunpeszér      | 1970. június 30.  | Dunavecsei járásból             | 1983. december 31. | Kunszentmiklósi nagyközségkörnyékhez     |
| Kunszentmiklós | 1970. június 30.  | Dunavecsei járásból             | 1983. december 31. | Kunszentmiklósi nagyközségkörnyékhez     |
| Ladánybene     | 1950. február 1.  | Alsódabasi járásból             | 1983. december 31. | Kecskeméti városkörnyékhez               |
| Lajosmizse     | 1950. február 1.  | Alsódabasi járásból             | 1983. december 31. | Kecskeméti városkörnyékhez               |
| Lakitelek      | 1950. június 1.   | (Kecskemét határából alakult)   | 1983. december 31. | Tiszakécskei nagyközségkörnyékhez        |
| Lászlófalva    | 1952. január 1.   | (Kecskemét határából alakult)   | 1983. december 31. | Tiszakécskei nagyközségkörnyékhez        |
| Nyárlőrinc     | 1950. június 1.   | (Kecskemét határából alakult)   | 1983. december 31. | Tiszakécskei nagyközségkörnyékhez        |
| Orgovány       | 1950. február 1.  | Kunszentmiklósi járásból        | 1983. december 31. | Kecskeméti városkörnyékhez               |
| Szabadszállás  | 1970. június 30.  | Dunavecsei járásból             | 1983. december 31. | Kunszentmiklósi nagyközségkörnyékhez     |
| Tiszaalpár     | 1973. április 15. | Alpár és Tiszaújfalu egyesülése | 1983. december 31. | Kiskunfélegyházi városkörnyékhez         |
| Tiszakécske    | 1950. június 1.   | Kiskunfélegyházi járásból       | 1983. december 31. | Tiszakécskei nagyközségkörnyékhez        |
| Tiszaújfalu    | 1970. június 30.  | Kiskunfélegyházi járásból       | 1973. április 14.  | Alpárral egyesült Tiszaalpár néven       |
| Városföld      | 1952. január 1.   | (Kecskemét határából alakult)   | 1977. március 31.  | Kecskeméti városkörnyékhez               |

### Történeti adatai
Megszűnése előtt, 1983 végén területe 1865 km², népessége pedig mintegy 88 ezer fő volt.

## Lásd még
- 1950-es járásrendezés
- Kecskeméti kistérség